# Georg Decker (Drucker)
Georg Decker (* 23. April 1596 in Eisfeld, Kurfürstentum Sachsen; † 1661 in Basel, Alte Eidgenossenschaft) war ein deutscher Buchdrucker und Verleger in Basel und Gründer der Universitätsdruckerei. Er ist der Stammvater einer Familie erfolgreicher Drucker.

## Leben
Er war der Sohn des in Eisfeld lebenden Kilian Decker und der Anna Göring. Decker erlernte das Druckerhandwerk wahrscheinlich in Bamberg oder Hildburghausen und wird am 13. Oktober 1624 in der Tübinger Matrikel als Geselle verzeichnet. Nach weiteren Stationen kam er in den Wirren des Dreißigjährigen Krieges nach Basel. Dort heiratete er 1635 die verwitwete Margarete Zäsinger, Ehefrau des im September 1634 verstorbenen Buchdruckers Johannes Schröter, erhielt am 8. Juni 1635 die Bürgerrechte und übernahm Schröters Werkstatt in den „Truckerstuben zum Feigenbaum“, die schon seit 1475 erwähnt sind.
Bereits am 21. Juli 1635 wurde Decker offiziell zum Universitätsbuchdrucker („Academiae Typographus“) bestellt und gründete die Universitätsdruckerei, die von seiner Familie bis 1802 fortgeführt wurde. Er druckte außer deutschen auch hebräische, lateinische und griechische Texte. Zu seinen Werken gehören die Schriften der beiden Orientalisten Johann Buxtorf der Ältere und Johann Buxtorf der Jüngere.
Decker hatte drei Töchter und einen Sohn Johann Jakob Decker (1635–1697), der 1661 nach seines Vaters Tod dessen Druckereiwerkstatt übernahm, in der er schon zuvor als Teilhaber mitgearbeitet hatte. Ein Nachfahre von Georg Decker, Georg Jacob Decker (1732–1799), übernahm später eine Druckerei in Berlin.